# Marko Žerjal
Marko Žerjal, slovenski stand-up komik, youtuber in inženir računalništva in informatike, * 13. oktober 1985, Koper, Jugoslavija.

## Življenje
Rodil se je v Kopru 13. oktobra 1985, kjer je tudi odraščal. Po končani osnovni in srednji šoli je šolanje nadaljeval na Fakulteti za računalništvo in informatiko v Ljubljani, kjer je leta 2009 tudi diplomiral.
V naslednjih letih je kot programer delal v različnih podjetjih, ob strani pa z občasnimi nastopi začel svojo stand-up kariero. Da bi nase pritegnil pozornost javnosti, je od leta 2015 naprej začel na YouTubu objavljati posnetke večinoma komične vsebine, med katerimi je bila tudi serija videoposnetkov Bednik. Uspešnost posnetkov in stand-upa ga je pripeljala do tega, da je pustil svojo službo programerja in pričel delati izključno na zabavni vsebini.
Od leta 2019 do 2021 je sodeloval kot pisec za televizijsko oddajo Ta teden z Juretom Godlerjem ter med drugim nastopil v TV kvizu Milijonar z Jonasom pod vostvom Slavka Bobovnika ter Panču, festivalu stand-up komedije. Leta 2019 je poleg tega dvema likoma v filmu Skrivno življenje hišnih ljubljenčkov 2 posodil svoj glas. Leta 2022 je s premiero v Festivalni dvorani Ljubljana začel z vseslovensko turnejo s samostojnim enournim nastopom v stand-up predstavi Čudni cajti. Leta 2024 se je vrnil na svoje prejšnje delovno mesto pisca oddaje Ta Teden z Juretom Godlerjem.

## Komedija
Vice je oboževal že v osnovni šoli, kjer je nanj bistveno vplivala serija Simpsonovi, s katero se mu je »odprl svet«. Na YouTubu je najprej komentiral aktualne dogodke, nato pa ga je – kot pravi sam – »zaneslo v smer komentiranja splošnih tem, ki ostanejo zanimive dlje časa«. Njegov humor je analitičen, svoje nastope ter videoposnetke, kjer analizira vse od politike, religije, feminizma do športa in spolnih odnosov, pa izoblikuje še z uporabo črnega humorja.

## Kritike in kontroverze
Leta 2018 je Žerjalu zaradi omembe njegove pesmi v videoposnetku 10 najbolj BEDNIH slovenskih komadov Franc Gorza zagrozil s tožbo, za katere izjavo je Gorza kasneje povedal, da je bila mišljena le kot opozorilo.
Ponovno je dvignil nekaj prahu, ko se je leta 2021 znašel na novonastali desničarski spletni strani Nacionalne tiskovne agencije (NTA), kjer je bil označen za zunanjega sodelavca. Žerjal je potem ko ga je o dejstvu kontaktiralo večje število ljudi, na temo naredil videoposnetek z naslovom Sem SDS-ovec???, kjer je pojasnil, da je Alešu Erneclu, tedanjemu vodji NTA, dal dovoljenje, da ga doda na stran, saj se je strinjal, da bo občasno z njim sodeloval v debatah na Erneclovem YouTube kanalu, kot je to do tedaj že nekajkrat storil. Na koncu videoposnetka je Ernecla zaprosil, naj ga s strani umakne, kar se je posledično tudi zgodilo.